# Malimbus scutatus
Malimbus scutatus là một loài chim trong họ Ploceidae.